# هادي حمدون
هادي حمدون مواليد 5 فبراير 1992، هو لاعب كرة يد قطري يلعب كظهير أيمن. مثل منتخب قطر لكرة اليد. حقق المركز الثاني في بطولة العالم لكرة اليد للرجال 2015.

## الميداليات
| الميدالية | المسابقة                           |
| --------- | ---------------------------------- |
| فضية      | بطولة العالم لكرة اليد للرجال 2015 |